# Správní obvod obce s rozšířenou působností Odry
Správní obvod obce s rozšířenou působností Odry je od 1. ledna 2003 jedním z pěti správních obvodů obcí s rozšířenou působností v okrese Nový Jičín v Moravskoslezském kraji. Správní obvod zahrnuje města Fulnek a Odry a osm dalších obcí. Rozloha správního obvodu činí 223,99 km² a v roce 2020 měl 16 928 obyvatel.
Správní obvod obce s rozšířenou působností Odry zahrnuje správní obvody obcí s pověřeným obecním úřadem Fulnek a Odry.

## Seznam obcí
Poznámka: Města jsou vyznačena tučně, městyse kurzívou. Výčet místních částí obcí je uveden v závorce.
- Fulnek (Děrné, Dolejší Kunčice, Jerlochovice, Jestřabí, Jílovec, Kostelec, Lukavec, Pohořílky, Stachovice, Vlkovice)
- Heřmanice u Oder (Véska)
- Heřmánky
- Jakubčovice nad Odrou
- Luboměř (Heltínov)
- Mankovice
- Odry (Dobešov, Kamenka, Klokočůvek, Loučky, Pohoř, Tošovice, Veselí, Vítovka)
- Spálov
- Vražné (Emauzy, Hynčice)
- Vrchy

## Obyvatelstvo
| Rok  | Obyv.  | ± %    |
| ---- | ------ | ------ |
| 1869 | 21 099 | —      |
| 1880 | 20 700 | −1,9 % |
| 1890 | 20 549 | −0,7 % |
| 1900 | 20 643 | +0,5 % |
| 1910 | 21 085 | +2,1 % |

| Rok  | Obyv.  | ± %     |
| ---- | ------ | ------- |
| 1921 | 18 961 | −10,1 % |
| 1930 | 20 159 | +6,3 %  |
| 1950 | 14 837 | −26,4 % |
| 1961 | 17 018 | +14,7 % |
| 1970 | 17 154 | +0,8 %  |

| Rok  | Obyv.  | ± %    |
| ---- | ------ | ------ |
| 1980 | 18 096 | +5,5 % |
| 1991 | 17 768 | −1,8 % |
| 2001 | 17 678 | −0,5 % |
| 2011 | 16 990 | −3,9 % |
| 2021 | 16 281 | −4,2 % |